# Philipp Franz von Walther
Philipp Franz von Walther (Burrweiler, 3 gennaio 1782 – Monaco di Baviera, 29 dicembre 1849) è stato un chirurgo e oculista tedesco.

## Biografia
Studiò medicina a Vienna sotto Georg Joseph Beer (1763-1821), ottenendo la sua laurea in medicina nel 1803 presso l'Università di Landshut. Successivamente lavorò come professore nelle università di Bamberga, Landshut, Bonn (1818-1830) e Monaco. Tra i suoi studenti più noti c'erano Johannes Peter Müller (1801-1858) a Bonn, Johann Lukas Schönlein (1793-1864) e Cajetan von Textor (1782-1860) a Landshut.
Walther è meglio conosciuto per il suo lavoro pionieristico in oftalmologia e chirurgia oftalmica. Nel 1826 descrisse la prima tarsorrafia per la chiusura di una parte delle palpebre. Nel trattato Ueber die Hornhautflecken, fornì una prima spiegazione dell'opacità corneale.
Con Karl Ferdinand von Gräfe (1787-1840), fu co-direttore del Journal der Chirurgie und Augenheilkunde, un autorevole giornale di chirurgia e oftalmologia. Inoltre, gli furono attribuiti numerosi esperimenti di galvanismo medico.

## Opere
- Ueber die therapeutische Indication und den Techniscismus der galvanischen Operation, 1803.
- Ueber das Alterthum der Knochenkrankheiten, 1825.
- Ectropicum anguli oculi externi, eine neue Augenkrankheit und die Tarsoraphie, eine neue Augen-Operation, 1826.
- Ueber die Trepanation nach Kopfverletzungen, 1831.
- Die Lehre vom schwarzen Star und seine Heilart; Pathologie und Therapie der Amarose, 1840.
- Ueber die Amaurose nach Superciliar-Verletzungen, 1840.
- Ueber die Revaccination, 1844.
- Ueber die Hornhautflecken, 1845.
- Kataraktologie, Beobachtung einer Cornea conica im chirurgisch-ophthalmologischen Klinikum in München, 1846.
- Wieder-Anheilung einer ganz abgehauenen Nase (S.521-235, 1 Taf.). and Nachricht über die Anheilung einer, zwei Stunden lang völlig abgetrennten Nase; ein Sendschreiben des R.Markiewicz an C.F. Graefe (S.536-537).